# Ljubiš
Ljubiš (en serbe cyrillique : Љубиш) est un village de Serbie situé dans la municipalité de Čajetina, district de Zlatibor. Au recensement de 2011, il comptait 513 habitants.

## Démographie

### Évolution historique de la population
| 1948  | 1953  | 1961  | 1971  | 1981  | 1991 | 2002 | 2011 |
| ----- | ----- | ----- | ----- | ----- | ---- | ---- | ---- |
| 1 677 | 1 749 | 1 665 | 1 400 | 1 101 | 869  | 705  | 513  |

|  |